# Dorfkirche Barenthin

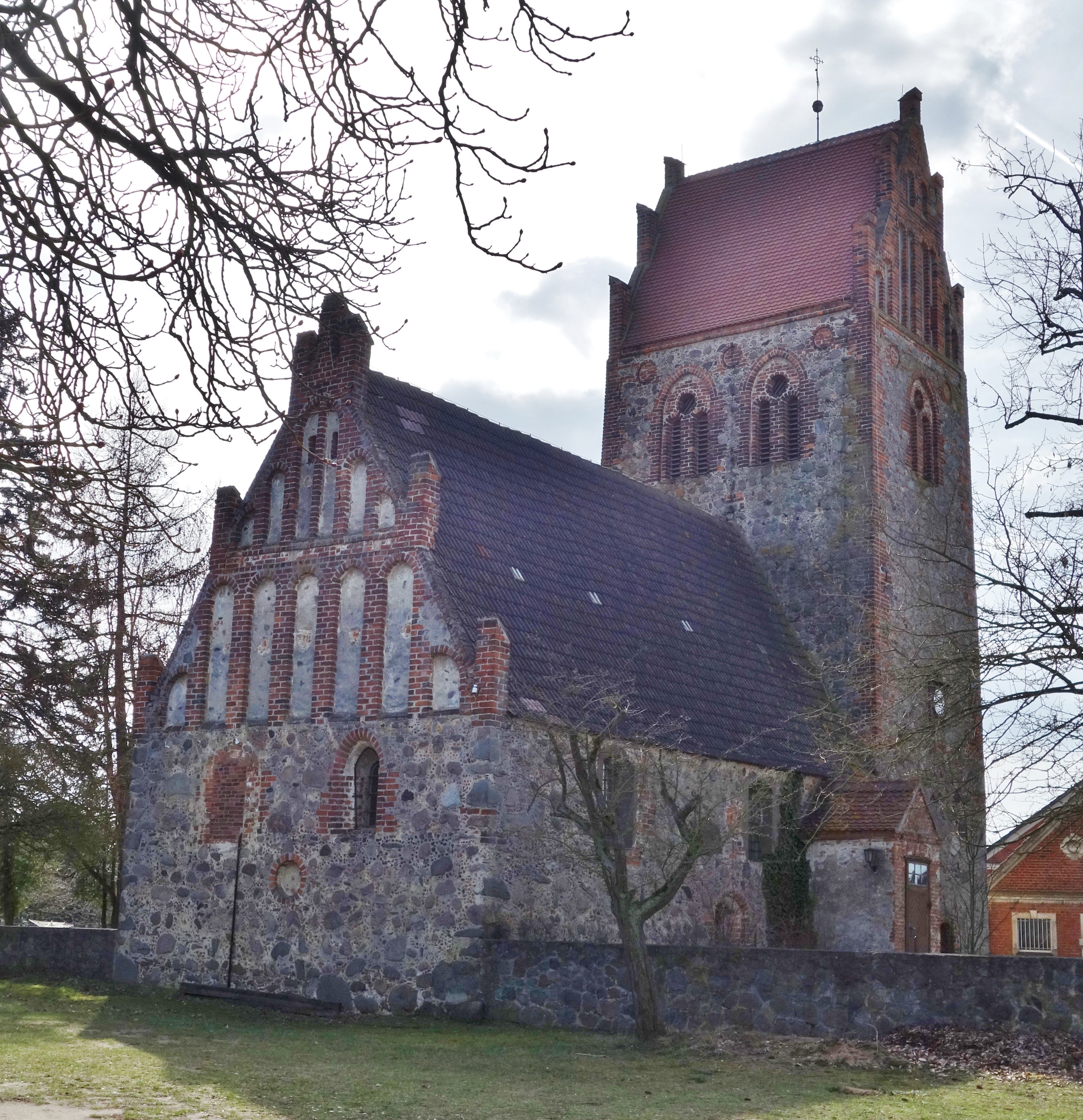
Dorfkirche in Barenthin

Die heute evangelische Dorfkirche in Barenthin, einem Ortsteil der Gemeinde Gumtow im Landkreis Prignitz in Brandenburg, wurde Anfang des 16. Jahrhunderts errichtet. Die Feldsteinkirche an der Lindenallee ist ein geschütztes Baudenkmal.

## Geschichte
Das Bauwerk entstand zum Anfang des 16. Jahrhunderts. Zu einer späteren Zeit wurden die Fenster „barock“ vergrößert. In den Jahren 2017 und 2018 wurden der mittelalterliche Dachstuhl sowie das Kirchenschiff gesichert und die Fassade saniert. Ab 2020 soll der Innenraum restauriert werden.

## Baubeschreibung
Der rechteckige Saalbau aus Feldstein mit einem gleich breiten Westquerturm besitzt Fenster an den Langseiten, die barock verändert wurden. Der Turm ist mit gereihten Backsteinblenden und gekuppelten Schallöffnungen unter breiter Spitzbogenblende versehen. Der Innenraum ist flach gedeckt, wobei der Ostteil nachträglich als Sakristei abgetrennt wurde.

## Ausstattung

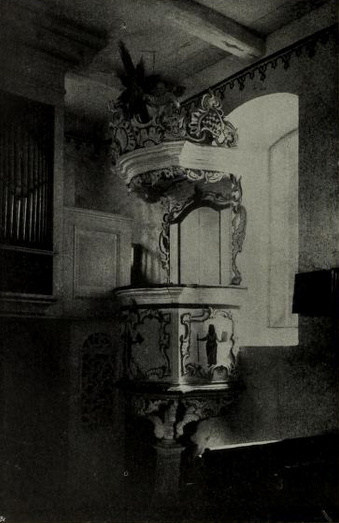
Kanzel (Foto um 1900)

Der Altar ist mit der Orgel verbunden (1844). Die Kanzel ist im Stil des Rokoko gearbeitet und befindet sich seit rund 40 Jahren an der Westwand des Gebäudes. In zwei Brüstungsfeldern ist Jesus Christus sowie Moses abgebildet. Darüber ist ein Schalldeckel mit zwei Engeln, die ein Spruchband halten. Sie ist, so der Förderkreis Alte Kirchen Berlin-Brandenburg im Jahr 2020 in einem „erbarmungswürdigen“ Zustand.
Die hölzernen Emporen im Norden und Osten besitzen in den Brüstungsfeldern 16 Bilder, die Szenen aus dem Leben Jesu darstellen, darunter die Verkündigung des Herrn, die Anbetung der Hirten und die Passion bis zur Himmelfahrt. Den Bildzyklus schuf Christian Ludwig Schlichting im Jahr 1716. Sie werden durch drei weitere, zum Teil beschnittene Tafeln ergänzt, die an der Südwand hängen und vermutlich von einem Altar stammen. Sie zeigen die Auferstehung Jesu, den Gang nach Emmaus und die Himmelfahrt. Zwei weitere Szenen wurden neben der Orgel im Osten der Kirche angebracht. Die Orgel ist ein Werk von Th. A. Berger de la Rivoire aus dem Jahr 1845 mit sieben Registern auf einem Manual und Pedal.